# Airaines
Airaines település Franciaországban, Somme megyében. Lakosainak száma 2227 fő (2022. január 1.). Airaines Sorel-en-Vimeu, Allery, Bettencourt-Rivière, Fontaine-sur-Somme, Hallencourt, Hangest-sur-Somme, Laleu, Longpré-les-Corps-Saints, Métigny, Quesnoy-sur-Airaines és Tailly községekkel határos.

## Népesség
A település népességének változása:
| Lakosok száma | 1961 | 2385 | 2175 | 2101 | 2366 | 2369 | 2378 | 2383 | 2331 | 2227 |
|               | 1968 | 1982 | 1990 | 2006 | 2013 | 2015 | 2017 | 2019 | 2020 | 2022 |